# Liste von Güterwagen der Ferrocarril de Bolivia
Die Liste von Güterwagen der Ferrocarril de Bolivia ist eine Zusammenstellung von Güterwagen, die durch die Bolivia Railway Company (Spanisch: Ferrocarril de Bolivia, abgekürzt FCB) beschafft wurden und zum Einsatz kamen.

## Historische Entwicklung des Güterwagenbestandes
Im Gründungsjahr kaufte die Gesellschaft bei den Middletown Car Works in den USA über 200 Güterwagen. Nachdem die FCB ab 1909 von der Ferrocarril de Antofagasta a Bolivia (FCAB) gepachtet wurde, wurden Güterwagen nur noch bei britischen Wagenbauanstalten bestellt.
| Jahr   | 1907  | 1918  | 1921  | 1936  |
| ------ | ----- | ----- | ----- | ----- |
| Anzahl | 218   | 326   | 328   | 270   |
| Quelle | [ 1 ] | [ 1 ] | [ 2 ] | [ 3 ] |

## Datenlage
Die Angaben in dieser Liste beruhen auf der Musterblattsammlung und den Bestandslisten der FCB und FCAB vom November 1918, die in dem unter Literatur angegebenen Werk abgedruckt wurden.
Entsprechend der o. g. Bestandszahlen und den Ausführungen in der Literatur kamen bis 1936 keine weiteren neuen Güterwagen hinzu. Über eventuelle nach 1936 gebaute Güterwagen liegen keine gesicherten Angaben vor.

## Allgemeines
Alle eingesetzten Güterwagen hatten zweiachsige Drehgestelle mit 1524 mm Achsstand und einem Raddurchmesser von 762 mm bzw. 914 mm bei den Güterzugbegleitwagen. Mit Beginn der Umspurung der bisherigen Schmalspurstrecken der FCAB auf die Meterspur kamen nach und nach einige der Wagen nach Umbeschriftung und Neunummerierung dort zum Einsatz (siehe Anmerkungen).

## Liste
| Typ                                        | Herstelldaten                                       | Herstelldaten | Herstelldaten | Abmessungen | Abmessungen              | Gewichte           | Gewichte          | Anmerkungen                                                                                             |
| Bauart                                     | Hersteller                                          | Baujahr       | Anzahl        | Länge [mm]  | Drehzapfen- abstand [mm] | Eigen- gewicht [t] | Lade- gewicht [t] | |
| ------------------------------------------ | --------------------------------------------------- | ------------- | ------------- | ----------- | ------------------------ | ------------------ | ----------------- | --- |
| Gedeckte Güterwagen                        | Middletown Car Works                                | 1906          | 30            | 10.210      | 7.620                    | 11,7               | 35                | Mindestens 27 wurden später zu Kühlwagen umgebaut. Ab 1913 wurden 82 Exemplare von der FCAB übernommen. |
| Gedeckte Güterwagen                        | Hurst, Nelson and Company                           | 1911          | 150           | 10.210      | 7.620                    | 11,72              | 28                | Mindestens 27 wurden später zu Kühlwagen umgebaut. Ab 1913 wurden 82 Exemplare von der FCAB übernommen. |
| Viehwagen                                  | Middletown Car Works                                | 1906          | 20            | 10.082      | 7.620                    | 11,2               | 35                | Ein Exemplar wurde zum Arbeitswagen umgebaut. Ab 1913 wurden 2 Exemplare von der FCAB übernommen.       |
| Offene Güterwagen                          | Metropolitan Amalgamated Railway Carriage and Wagon | 1910          | 50            | 10.210      | 7.620                    | 11,35              | 28                | Ab 1913 wurden 40 Exemplare von der FCAB übernommen.                                                    |
| Schotterwagen                              | Middletown Car Works                                | 1906          | 50            | 9.144       | 6.705                    | 11,32              | 35                | Ab 1913 wurden 18 Exemplare von der FCAB übernommen.                                                    |
| Flachwagen                                 | Middletown Car Works                                | 1906          | 100           | 10.210      | 7.620                    | 9                  | 35                | Ab 1913 wurden 38 Exemplare von der FCAB übernommen.                                                    |
| Flachwagen                                 | Birmingham Railway Carriage and Wagon Company       | 1910          | 50            | 10.210      | 7.620                    | 9                  | 28                | Ab 1913 wurden 38 Exemplare von der FCAB übernommen.                                                    |
| Niederbordwagen mit abnehmbaren Bordwänden | Metropolitan Amalgamated Railway Carriage and Wagon | 1911          | 50            | 10.210      | 7.620                    | 10,57              | 28                | |
| Schießpulverwagen                          | G. R. Turner                                        | 1912          | 10            | 10.210      | 7.620                    | 14,11              | 28                | Ab 1913 wurden 6 Exemplare von der FCAB übernommen.                                                     |
| Kesselwagen für Wassertransport            | Middletown Car Works                                | 1906          | 8             | 10.210      | 7.620                    | 12,75              | 25                | Ab 1913 wurden 4 Exemplare von der FCAB übernommen.                                                     |
| Kesselwagen für Wassertransport            | G. R. Turner,                                       | 1912          | 6             | 10.210      | 7.620                    | 12,75              | 25                | Ab 1913 wurden 4 Exemplare von der FCAB übernommen.                                                     |
| Güterzugbegleitwagen                       | Middletown Car Works                                | 1906          | 10            | 9.400       | 5.486                    | 10,57              | 28                | Ab 1913 wurden 2 Exemplare von der FCAB übernommen.                                                     |

Außerdem stand ab 1906 ein Schneepflug und ein Schienen-Dampfkran zur Verfügung, der bis zu 40 Tonnen heben konnte. Der Dampfkran wurde von den US-amerikanischen Industrial Works in Bay City gebaut, hatte die Nummer 1211 und existierte 2008 noch.